# Sesja egzaminacyjna
Sesja egzaminacyjna (z łac. sessio − „posiedzenie”) − okres w roku akademickim, w czasie którego studenci powinni zdać egzaminy na danym wydziale szkoły wyższej. Okres ten przypada pod koniec każdego semestru w danym roku akademickim. Na koniec semestru zimowego odbywa się sesja zimowa (luty−marzec), a na koniec semestru letniego sesja letnia (czerwiec−lipiec). Po każdej z obu sesji podstawowych organizowana jest jeszcze sesja poprawkowa, podczas której studenci mogą po raz drugi przystąpić do egzaminów, z których w czasie sesji podstawowej uzyskali ocenę negatywną.
Sesja egzaminacyjna jest również spotykana w szkołach policealnych.